# Willi Graf
Pour les articles homonymes, voir Graf.
Willi Graf, né le 2 janvier 1918 à Kuchenheim près d'Euskirchen, et exécuté le 12 octobre 1943 à Munich, est un membre de La Rose blanche (en allemand Die Weiße Rose), groupe de résistants allemands pendant la Seconde Guerre mondiale.
Il est arrêté à Munich, avec sa sœur Anneliese, le 18 février 1943 aux alentours de minuit, condamné à mort le 19 avril 1943 pour haute trahison et exécuté par les nazis le 12 octobre suivant.

## Jeunesse et engagement
Willi Graf voit le jour à Kuchenheim, en Allemagne, le 2 janvier 1918. Son père, Gérard Graf, est le directeur d'une grande entreprise de vin en Sarre. Sa mère, elle, est femme au foyer. Willi a deux sœurs, Mathilde, l'aînée, et Anneliese, la benjamine ; il eut aussi un frère, mais celui-ci est mort à l'âge de deux ans, un an et demi avant sa naissance. À partir de 1922, la famille s'établit à Sarrebruck, dans la Mainzerstraße. L'immeuble a été détruit pendant la Guerre, mais une plaque en métal sculpté apposée sur la construction actuelle rappelle sa mémoire. Il fréquente le lycée Ludwigsgymnasium, situé de l'autre côté de la Sarre.

En 1929, à l'âge de onze ans, il rejoint la « Nouvelle Allemagne », Neudeutschland en allemand, une organisation catholique pour la jeunesse. Quatre ans plus tard, en 1933, il en devient un des chefs, mais toutes les organisations de jeunesse autres que les Jeunesses hitlériennes sont interdites avec la montée au pouvoir du chancelier Adolf Hitler. Il refuse catégoriquement d'y adhérer. À ce propos, il déclarera, lors d'interrogatoires menés par la Gestapo :

« Je n'ai pas rejoint cette organisation pour plusieurs raisons que je ne citerai pas aujourd'hui[réf. nécessaire]. »

Pourtant, la pression est forte. Ses professeurs insistent, au risque de ne pas l'inscrire à l'examen de fin d'études, l'Abitur (équivalent allemand du baccalauréat français). Mais rien n'y fait, Willi refusera catégoriquement d'en entendre parler. Il possède même un répertoire ; à chaque fois que l'un de ses amis adhère à l'organisation nazie, il raye son nom et inscrit à la ligne « a rejoint la jeunesse hitlérienne ».
À ses seize ans, il rejoint même le « Grauer Orden », l'Ordre Gris, une autre organisation de jeunesse catholique, sans pour autant couper les ponts avec ses anciens camarades de « la Nouvelle Allemagne ».
Pour ces activités au sein de cette nouvelle organisation, au début de l'année 1938, Willi ainsi que 17 de ses camarades sont arrêtés par la Gestapo et inculpés par un tribunal de Mannheim pour « Bündische Umtriebe », un terme qui permettait de réprimer toute résistance de la part de groupes de jeunes. C'est seulement à la suite de l'annexion de l'Autriche en mars 1938 par l'Allemagne que les poursuites contre Willi et ses camarades sont abandonnées, dans le cadre d'une amnistie générale. Ce court séjour derrière les barreaux des prisons allemandes ne semble pas avoir découragé le jeune homme qui, quelques années plus tard, jouera un rôle clé dans l'organisation du réseau de résistance allemand, la Rose Blanche.

Il obtient tout de même son Abitur en 1937 et effectue ensuite son Reichsarbeitsdienst, le service du travail obligatoire nazi, qui dure six mois.
Willi décide alors de se diriger vers des études de médecine. Anneliese, sa sœur, explique :
« Sa décision d'étudier la médecine a surpris toute la famille. Ma mère, très croyante, espérait que son fils unique deviendrait pasteur. Mais il a expliqué avoir choisi la médecine plutôt que ses matières de prédilection, à savoir l'allemand et l'histoire, car la médecine, au moins, ne serait pas corrompue par l'idéologie nazie. C'est ainsi qu'il me l'a dit un jour.»
Il commence ses études de médecine à Bonn. Il y étudie 4 semestres, jusqu'en été 1939, date à laquelle la guerre éclate et l'Université ferme ses portes. Willi est alors transféré à l'Université Louis-et-Maximilien de Munich, à l'aube de la seconde guerre mondiale.

## La Guerre
Il y rencontre Hans Scholl et Alexander Schmorell et y intègre « la Rose blanche ».
De 1940 à 1942, il participe à la guerre en tant qu'ambulancier. Le 18 février 1943, il est arrêté avec sa sœur Anneliese à Munich. Son procès aura lieu quelques mois après celui d'autres résistants de La Rose Blanche, le 19 avril 1943. Il y sera condamné à mort et est guillotiné le 12 octobre.
Il est enterré à l’Ancien cimetière Saint-Jean à Sarrebruck. Il a été inscrit en 1999 comme témoin de la foi dans le martyrologe allemand du XXe siècle.

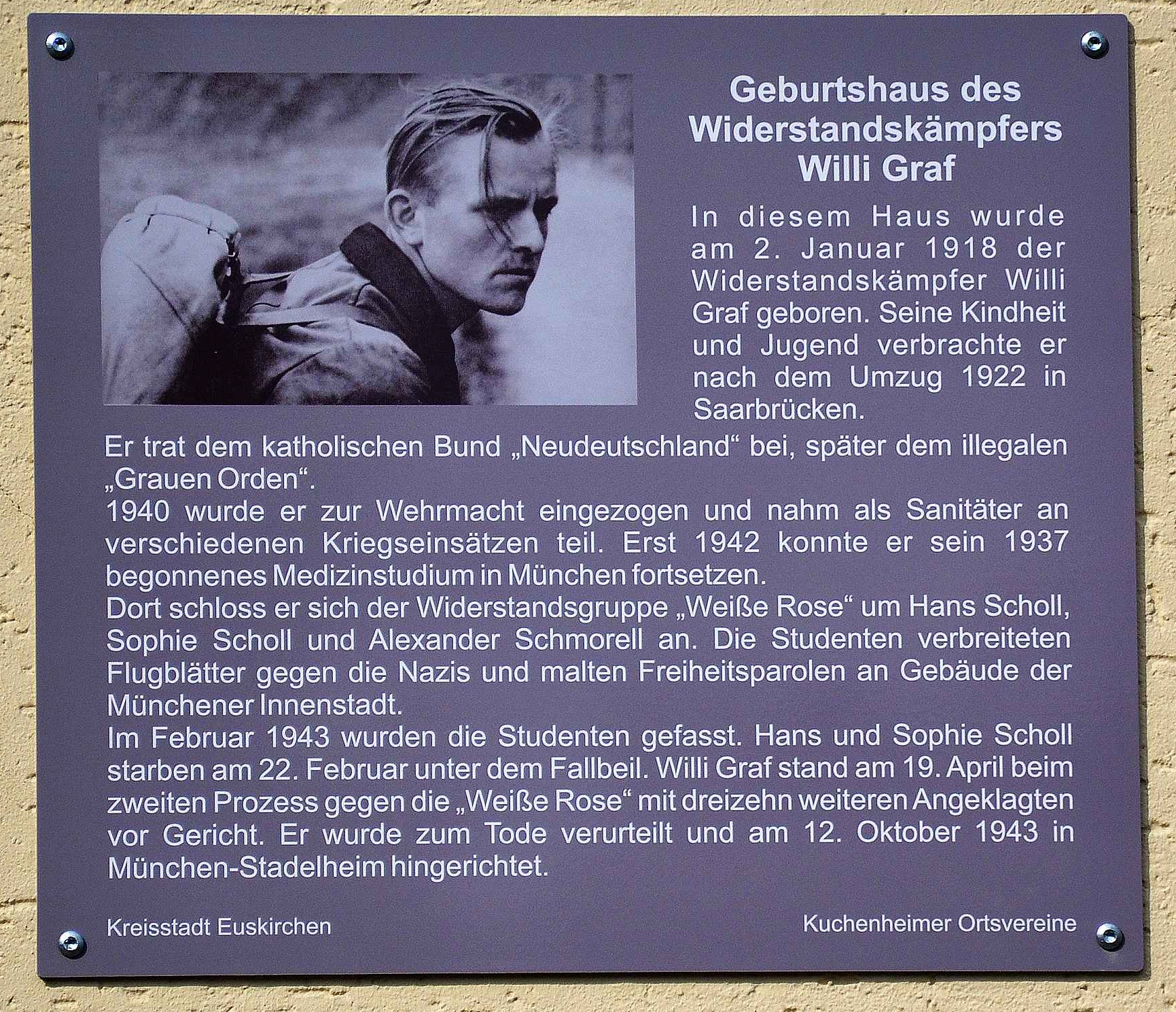
Plaque commémorative apposée sur sa maison natale.